# 绍尔38H手枪
紹爾38H，又常只稱H，是由納粹德國J. P. 紹爾父子於1938年研發並持續製造至第二次世界大戰結束的一款小型的半自動手槍。 型號名的"H"指德文"hahn"，代表其擊錘內置的設計。